# Logan City
Koordinaten: 27° 38′ S, 153° 6′ O

Die City of Logan ist ein lokales Verwaltungsgebiet (LGA) im australischen Bundesstaat Queensland. Das Gebiet ist 958 km² groß und hat etwa 303.000 Einwohner. Die LGA überschneidet sich mit der Stadt Logan.

## Geographie
Logan liegt im Südosten des Staats und grenzt im Norden an die Hauptstadt Brisbane.
Der Verwaltungssitz der LGA befindet sich im Stadtteil Logan Central, in dem etwa 5900 Einwohner leben. Weitere Stadtteile umfassen Bahrs Scrub, Bannockburn, Beenleigh, Belivah, Berrinba, Bethania, Boronia Heights, Browns Plains, Buccan, Carbrook, Cedar Creek, Cedar Grove, Cedar Vale, Chambers Flat, Cornubia, Crestmead, Daisy Hill, Eagleby, Edens Landing, Forestdale, Greenbank, Heritage Park, Hillcrest, Holmview, Jimboomba, Kagaru, Kingston, Logan Central, Logan Reserve, Logan Village, Loganholme, Loganlea, Lyons, Marsden, Meadowbrook, Mount Warren Park, Mundoolun, Munruben, New Beith, North Maclean, Park Ridge, Park Ridge South, Priestdale, Regents Park, Rochedale South, Shailer Park, Slacks Creek, South Maclean, Springwood, Stockleigh, Tamborine, Tanah Merah, Underwood, Undullah, Veresdale, Veresdale Scrub, Waterford, Waterford West, Windaroo, Wolffdene, Woodhill, Woodridge und Yarrabilba.

## Geschichte
Logan Shire wurde 1979 aus Teilen des Albert und des Beaudesert Shires gebildet und zwei Jahre später in Logan City umbenannt. 2008 wurde die LGA im Rahmen der großen Reform um Teile der Gold Coast City und weitere Teile des Beaudesert Shires erweitert.

## Verwaltung
Der Logan City Council hat 13 Mitglieder. Zwölf Councillor werden von den Bewohnern der zwölf Divisions (Wahlbezirke) gewählt. Der Ratsvorsitzende und Mayor (Bürgermeister) wird zusätzlich von allen Bewohnern der City gewählt.